# Methodios (Vernidakis)
Methodios (světským jménem: Emmanouil Vernidakis: * 27. června 1969, Heráklion) je řecký pravoslavný duchovní Krétské pravoslavné církve, biskup z Knóssu a vikarijní biskup archiepiskopie Kréta.

## Život
Narodil se 27. června 1969 v Heráklionu.
Nasvtevoval 2. základní školu v Heráklionu, 6. gymnázium a 5. lyceum Heráklionu. Poté pokračoval ve studiu na vyšší teologické škole v Athénách, kterou skončil v říjnu 1990. Následně odešel studovat na teologickou fakultu Aristotelovy univerzity v Soluni. Během studií v Soluni sloužil s požehnáním krétského arcibiskupa Timotheose (Papoutsakise) v metropolii Nea Krini a Kalamaria.
Dne 16. února 1991 byl v monastýru Agarathos postřižen na monacha a 9. března 1991 byl arcibiskupem Kréty Timotheosem v chrámu Svaté Trojice v Heráklionu rukopoložen na hierodiakona. Dne 10. dubna 1994 byl v monastýru Agarathos rukopoložen na jeromonacha.
V červenci 1994 dokončil studium na Aristotelově univerzitě. Získal také titul z anglického jazyka.
Dne 16. srpna 1995 byl povýšen na archimandritu a 16. dubna 1996 byl jmenován zpovědníkem. Složil jako duchovní ve farnostech v Galipe a Sgourokefali.
Od prosince 1999 po dobu dvou let působil jako poradce monastýru Agarathos a také jako odpovědný správce oddělení pro školení církevních představitelů ve Fondu komunikace a vzdělávání Krétské archiepiskopie.
Dne 29. října 2001 byl zvolen představeným monastýru Agarathos.
Dne 21. dubna 2004 byl zvolen protosynkelem Krétské archiepiskopie.
Dne 15. července 2016 byl patriarchou konstantinopolským Bartolomějem zvolen archimandritou ekumenického trůnu.
Řadu let vedl rádiovou stanici "ΤΟ ΦΩΣ" krétské církve.
Dne 10. října 2022 byl Svatým synodem Krétské pravoslavné církve zvolen biskupem z Knóssu a vikarijním biskupem archiepiskopie Kréta.
Dne 5. listopadu 2022 proběhla v chrámu svatého Miny v Heráklionu jeho biskupská chirotonie. Světiteli byli arcibiskup Kréty Evgenios (Antonopoulos), všichni hierarchové Krétské církve a také představitelé Řecké pravoslavné církve.